# 水上車站 (日本)
水上站（日语：／ Minakami Eki */?），是位于群马县利根郡水上町的東日本旅客鐵道（JR東日本）鐵路車站。

## 概要
水上車站是上越線的重要車站之一，同時水上也是日本一處溫泉觀光勝地，每年會不定期開行上野至本站的臨時特急列車「水上」。以前曾經在車站旁的水上機關區配置有穿越上越國境的專用機車（ED16、EF12、EF16等），旅客列車在本站需要進行補助機車的增解連作業。過去也曾有來往高崎方面和長岡方面的普通列車，但現在所有普通列車均以本站為分斷點，因此地位格外重要。

往越後湯澤、長岡方面的列車平日一天只有六班，到了冬季，為了方便滑雪遊客會再增發班次，然而冬季會有積雪的緣故，本站與越後中里間列車延誤的狀況不在少數。

車站管理方面，本站在國鐵時期由新潟鐵道管理局管理，國鐵民營化改制為JR東日本經營，由高崎支社管轄，屬於東京近郊區間的境界站。

## 车站构造
地面車站。月台為相對式1面1線、島式1面2線，共計2面3線，兩座月台由天橋連接。車站南端有三条留置线，用于临时停车或夜间停放。

定期列車停靠月台如下方表格所示。臨時列車的部分，特急「水上」停靠1號月台，快速「SLぐんま みなかみ」停靠2號月台。

### 月台配置
| 月台 | 路線     | 方向     | 目的地             |
| ---- | -------- | -------- | ------------------ |
| 1    | ■上越線  | 上行     | 新前橋、高崎方向   |
| 2    | ■上越線  | 下行     | 越后汤泽、長岡方向 |
| 3    | 临时站台 | 临时站台 | 临时站台           |

（來源：JR東日本:車站構內圖 （页面存档备份，存于））

- 現在3號月台沒有定期列車停靠，但臨時列車可能會有到發停靠的狀況。

## 歷史
- 1928年10月30日：上越南線由後閑站伸延至本站，開業[1]。

## 使用情況
根據JR東日本，2019年（令和元年）度1日平均上車人次為341人。群馬縣內上越線的有人站當中最少。
近年的推移如下表。
| 上車人次推移       | 上車人次推移     | 上車人次推移    |
| 年度               | 1日平均 上車人次 | 來源            |
| ------------------ | ---------------- | --------------- |
| 2000年（平成12年） | 772              | [ 利用客数 2 ]  |
| 2001年（平成13年） | 748              | [ 利用客数 3 ]  |
| 2002年（平成14年） | 740              | [ 利用客数 4 ]  |
| 2003年（平成15年） | 706              | [ 利用客数 5 ]  |
| 2004年（平成16年） | 651              | [ 利用客数 6 ]  |
| 2005年（平成17年） | 621              | [ 利用客数 7 ]  |
| 2006年（平成18年） | 589              | [ 利用客数 8 ]  |
| 2007年（平成19年） | 612              | [ 利用客数 9 ]  |
| 2008年（平成20年） | 609              | [ 利用客数 10 ] |
| 2009年（平成21年） | 546              | [ 利用客数 11 ] |
| 2010年（平成22年） | 514              | [ 利用客数 12 ] |
| 2011年（平成23年） | 450              | [ 利用客数 13 ] |
| 2012年（平成24年） | 465              | [ 利用客数 14 ] |
| 2013年（平成25年） | 439              | [ 利用客数 15 ] |
| 2014年（平成26年） | 419              | [ 利用客数 16 ] |
| 2015年（平成27年） | 405              | [ 利用客数 17 ] |
| 2016年（平成28年） | 392              | [ 利用客数 18 ] |
| 2017年（平成29年） | 385              | [ 利用客数 19 ] |
| 2018年（平成30年） | 364              | [ 利用客数 20 ] |
| 2019年（令和元年） | 341              | [ 利用客数 1 ]  |
| 2020年（令和2年）  | 208              | [ 利用客数 21 ] |
| 2021年（令和3年）  | 218              | [ 利用客数 22 ] |
| 2022年（令和4年）  | 249              | [ 利用客数 23 ] |

## 车站周边
设有一个通往水上温泉乡的出口，站前停车场有公交、的士和接驳临近酒店的摆渡车。
- 水上温泉乡（日语：水上温泉郷）
- 利根川
- 芦間公園
- 諏訪原公園
- みなかみ町地方政府大楼水上支所（原 水上町地方政府大楼。）
- 水上邮局
- 水上站前简易邮局
- 群马银行水上支行
- 东和银行（日语：東和銀行）水上支行
- みなかみ町立水上中学
- 国道291号（日语：国道291号）（站前的道路）

從車站徒步5分可到達蒸汽機車（SL)轉車台，此轉車台仍在現役中，一旁是水上車站轉車台廣場，展示著國鐵D51型蒸汽機車(745)。

## 相鄰車站
東日本旅客鐵道
■上越線
上牧－水上－湯檜曾

### 使用情況
1. 1 2  . 東日本旅客鉄道.   [2020-07-12]. （原始内容存档于2020-07-14）.
2. ↑  . 東日本旅客鉄道.   [2019-04-11]. （原始内容存档于2019-04-02）.
3. ↑  . 東日本旅客鉄道.   [2019-04-11]. （原始内容存档于2019-02-22）.
4. ↑  . 東日本旅客鉄道.   [2019-04-11]. （原始内容存档于2019-04-02）.
5. ↑  . 東日本旅客鉄道.   [2019-04-11]. （原始内容存档于2019-03-27）.
6. ↑  . 東日本旅客鉄道.   [2019-04-11]. （原始内容存档于2019-02-23）.
7. ↑  . 東日本旅客鉄道.   [2019-04-11]. （原始内容存档于2019-04-02）.
8. ↑  . 東日本旅客鉄道.   [2019-04-11]. （原始内容存档于2019-04-02）.
9. ↑  . 東日本旅客鉄道.   [2019-04-11]. （原始内容存档于2019-04-02）.
10. ↑  . 東日本旅客鉄道.   [2019-04-11]. （原始内容存档于2019-02-22）.
11. ↑  . 東日本旅客鉄道.   [2019-04-11]. （原始内容存档于2019-04-02）.
12. ↑  . 東日本旅客鉄道.   [2019-04-11]. （原始内容存档于2019-04-02）.
13. ↑  . 東日本旅客鉄道.   [2019-04-11]. （原始内容存档于2019-04-02）.
14. ↑  . 東日本旅客鉄道.   [2019-04-11]. （原始内容存档于2019-04-02）.
15. ↑  . 東日本旅客鉄道.   [2019-04-11]. （原始内容存档于2017-02-08）.
16. ↑  . 東日本旅客鉄道.   [2019-04-11]. （原始内容存档于2019-04-02）.
17. ↑  . 東日本旅客鉄道.   [2019-04-11]. （原始内容存档于2019-03-23）.
18. ↑  . 東日本旅客鉄道.   [2019-04-11]. （原始内容存档于2019-03-27）.
19. ↑  . 東日本旅客鉄道.   [2019-04-11]. （原始内容存档于2019-03-25）.
20. ↑  . 東日本旅客鉄道.   [2019-07-13]. （原始内容存档于2019-07-05）.
21. ↑  . 東日本旅客鉄道.   [2021-07-12]. （原始内容存档于2021-10-06）.
22. ↑  . 東日本旅客鉄道.   [2022-08-07]. （原始内容存档于2023-01-16）.
23. ↑  . 東日本旅客鉄道.   [2023-07-10]. （原始内容存档于2023-07-07）.

## 外部連結
- 車站資訊（水上）：東日本旅客鐵道